# Hateya
Hateya est un prénom féminin.

## Sens et origine du prénom
- Prénom féminin d'origine nord-amérindienne[1], des Miwoks, peuple qui vivait dans le nord de l'actuelle Californie, à l'ouest des États-Unis.
- Prénom qui signifierait "trace de pas dans le sable". Cette traduction semble un embellissement de la réalité, car en Miwok le mot "ha·t'ej" signifie "appuyer avec le pied" ou bien "faire des traces". Sans doute le nom "Hateya" est-il la contraction et l'angliscisation de deux mots Miwoks qui signifiaient bien "trace de pas dans le sable".

## Prénom de personnes célèbres et fréquence
- Prénom aujourd'hui très peu usité aux États-Unis[2].
- Prénom aujourd'hui usité une seule fois en France[3].